# Schloss Haunsheim

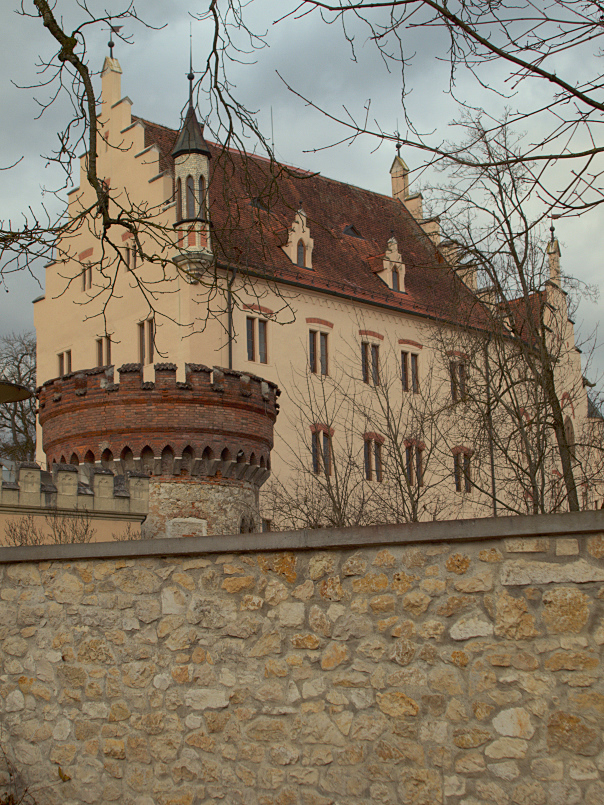
Schloss Haunsheim

Schloss Haunsheim ist eine drei- und viergeschossige Flügelanlage im neugotischen Stil. Es steht in Haunsheim, fünf Kilometer nordwestlich von Lauingen im Landkreis Dillingen an der Donau, hoch über dem Zwergbachtal. Das Schloss ist von einem fast rechteckigen Landschaftsgarten im englischen Stil umgeben und im Besitz der freiherrlichen Familie von Hauch. Schloss und Garten sind nur bedingt öffentlich zugänglich.

## Geschichte

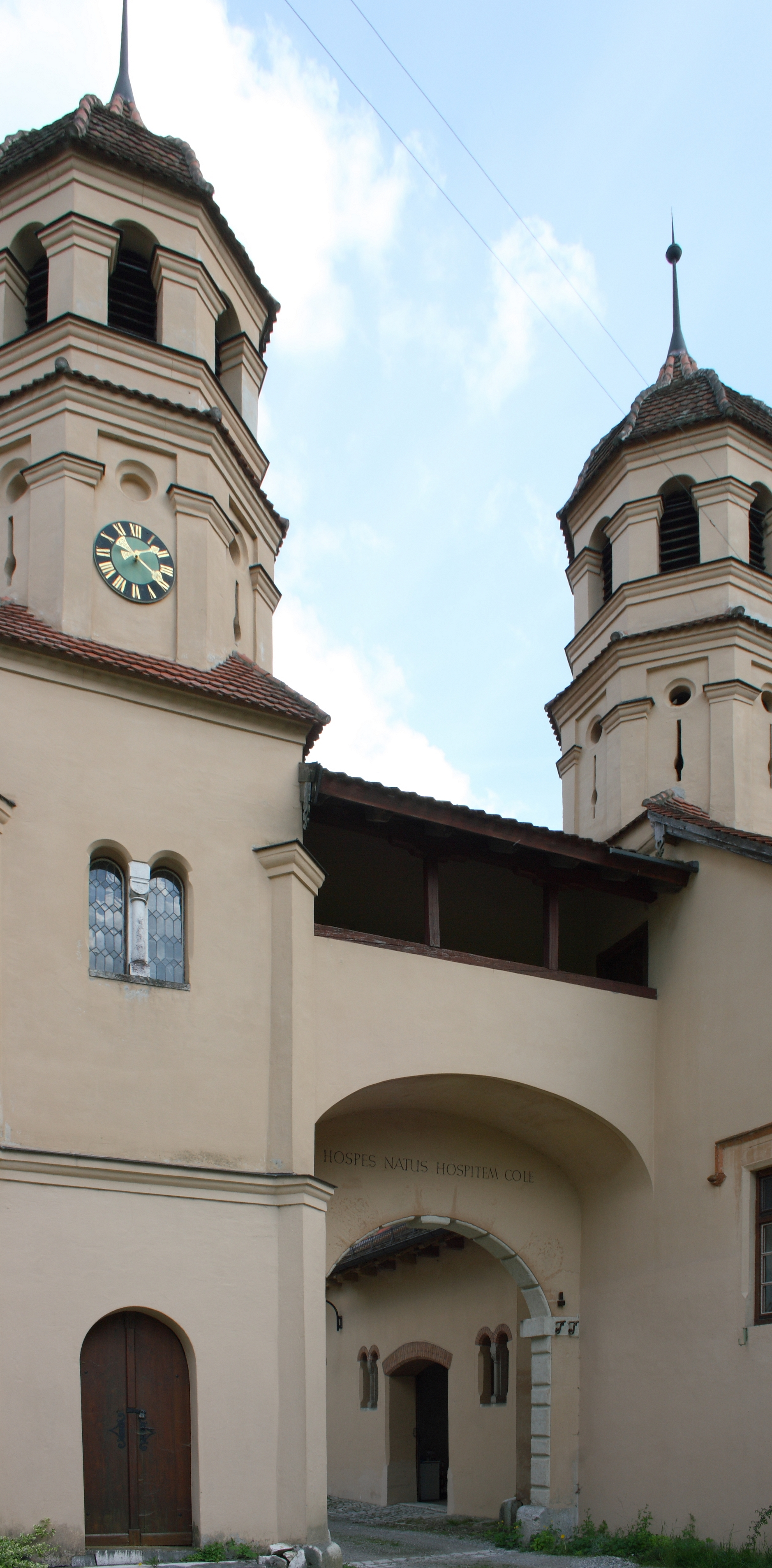
Torbau aus dem frühen 17. Jahrhundert. Die charakteristische doppeltürmige Hofeinfahrt, gekrönt mit zwei Welschen Hauben, wurde von Gilg Vältin entworfen, der unter anderem auch die Pläne für das Kastenhaus in Höchstädt entworfen hatte und maßgebend am Bau des Schlosses Höchstädt beteiligt war

Im Jahre 1265 begannen die Herren von Haunsheim mit der Errichtung einer Feste. Von 1601 bis 1604 ließ der aus Sterzing in Tirol stammende Reichspfennigmeister Zacharias Geizkofler von Gailenbach und Haunsheim, verheiratet mit der Augsburger Patriziertochter Maria Freiin von Rehlingen, auf den Resten der mittelalterlichen Burg ein vierflügeliges Schloss mit einigen Nebengebäuden errichten. 16.864 Gulden musste der Bauherr aufbringen. Der Kunsthistoriker Christof Metzger schreibt dazu: 

„Der Neubau war von erprobten Handwerkern ausgeführt. Die Bauleitung hatte Balthasar Reißner, ein Baumeister des Deutschen Ordens, die Handwerker aus den umliegenden Städten waren am Schlossbau von Höchstädt geschult oder als städtische Handwerker ausgewiesen. Für die Schlosskapelle leistete sich Geizkofler ein Altarbild des kaiserlichen Hofmalers Joseph Heintz d. Ä. (heute verschollen), und in der steinernen Eingangshalle prunkte der neue Schlossbau mit einem wahren Prachtstück auf, einem monumentalen Kamin aus gefassten Stuck, den der Augsburger Bildhauer Christoph Murmann 1605 nach Heintz’ Entwurf in üppigen Spätrenaissanceformen geschaffen hat.“

1667 ging die reichsritterschaftliche Herrschaft Haunsheim an die Freiherren von Racknitz über. John Churchill, 1. Duke of Marlborough, hatte 1704, beim Feldzug an der Donau im Spanischen Erbfolgekrieg, sein Hauptquartier im Schloss Haunsheim aufgeschlagen.
1806 verlor Haunsheim die Reichsunmittelbarkeit und kam zum Königreich Bayern. Die Freiherren von Süßkind erwarben 1823 den Besitz. Da im selben Jahr ein Brand im südlichen Schlossflügel ausbrach, wurde dieser abgebrochen. Wenige Jahre später erfolgte der Abbruch des westlichen Flügels und damit wahrscheinlich auch der Abbruch der Schlosskapelle. Demzufolge sind von der einst vierflügeligen Anlage nur noch der nördliche und östliche Flügel erhalten. Die nach dem schweren Brand verbliebenen Gebäude wurden von Werkmeister Bucher aus Ulm im Stil der Neugotik umgearbeitet.
Amalie Freiin von Süßkind heiratete 1839 Hermann Freiherr vom Holtz. Dadurch kam 1849 Haunsheim an die freiherrliche Familie vom Holtz, die das Schloss im neugotischen Stil umbauen ließ. Bei den Umbaumaßnahmen wurden Reitbahn und Sternwarte, die bereits von Geizkofler errichtet wurden, abgerissen. Bereits 15 Jahre später erfolgte der Besitzübergang an Franz Carl Hauch, dessen Familie 1876 in den Freiherrenstand erhoben wurde. Das Schloss ist noch heute im Besitz der Familie von Hauch, die 1980 mit der Renovierung der gesamten Schlossanlage mit Nebengebäuden und Schlossmauern begann.

Von den vier Türmen der einst das Schloss umgebenden Ringmauer ist noch ein Rundturm erhalten: 

„Wahrscheinlich handelt es sich dabei um den Turm, der von Esaias Holl, dem Bruder des berühmten Elias Holl, zweigeschossig mit Schießscharten errichtet wurde. Der erhaltene Turm ist eingeschossig, mit einem neugotischen Maschikulikranz und Zinnen sowie Maßwerkfenstern versehen. Über der Türe prangt das Wappenrelief der jetzigen Besitzerfamilie und die Jahreszahl 1864. Auf der Hofseite ziert den Turm ein Steinrelief mit dem Allianzwappen Geizkofler/Rehlingen MDCII, daneben eine eiserne Pechfackel … Sowohl unter dem Gartensaal als auch unter dem hohen Schlossflügel sind Gewölbekeller, teilweise mit Säulen aus romanischer Zeit, erhalten.“

Am westlichen Schlossportal befindet sich das Allianzwappen der Freiherren von Hauch und der Freiherren von Gemmingen, darunter die Jahreszahl der Übernahme des Gebäudes durch die von Hauchs.
Einige architektonische Kostbarkeiten des Schlosses sind auf Anfrage der Öffentlichkeit zugänglich, zum Beispiel die Orangerie mit ihrer Glas-/Gusseisenkonstruktion, der Gewölbekeller, der Rittersaal und der Festsaal. Sie werden wegen ihres romantischen Ambientes gerne für Jubiläen und andere Festlichkeiten gemietet. Ferner finden Ausstellungen, Konzert- und Liederabende statt. Der 1999 gegründete Förderverein Freundeskreis Schloss Haunsheim e. V. sieht seine Hauptaufgabe darin, die Geschichte des Schlosses und seiner Besitzer sowie die Baugeschichte zu erforschen.